# Glacier Pikes
Die Glacier Pikes sind ein 2145 m hoher Lavadom mit einer Schartenhöhe von 247 m in der kanadischen Provinz British Columbia.

## Geographie
Die Glacier Pikes liegen im Garibaldi-Vulkangürtel. Der Lavadom lugt mit zwei felsigen Punkten am Südende des Firns des Sentinel Glacier hervor. Er liegt im Garibaldi Provincial Park und ist Teil der Garibaldi Ranges in den Coast Mountains.

## Geschichte
Das Toponym des Berges wurde am 3. Mai 1951 vom Geographical Names Board of Canada offiziell anerkannt.

## Klima
In Bezug auf die Klimaklassifikation nach Köppen und Geiger herrscht an den Glacier Pikes ein Westseiten-Seeklima. Die meisten Wetterfronten stammen vom Pazifik und bewegen sich ostwärts auf die Coast Mountains zu, wo sie durch die Berge zum Aufsteigen (Windstau) gezwungen werden, was wiederum dazu führt, dass die enthaltene Feuchtigkeit in Form von Regen oder Schnee abgegeben wird. Im Ergebnis führt das zu hohen Niederschlägen in den Coast Mountains, insbesondere zu starken Schneefällen im Winter. Die Temperaturen können unter −20 °C fallen, unter Berücksichtigung von Windchill-Einfluss unter −30 °C.

## Galerie

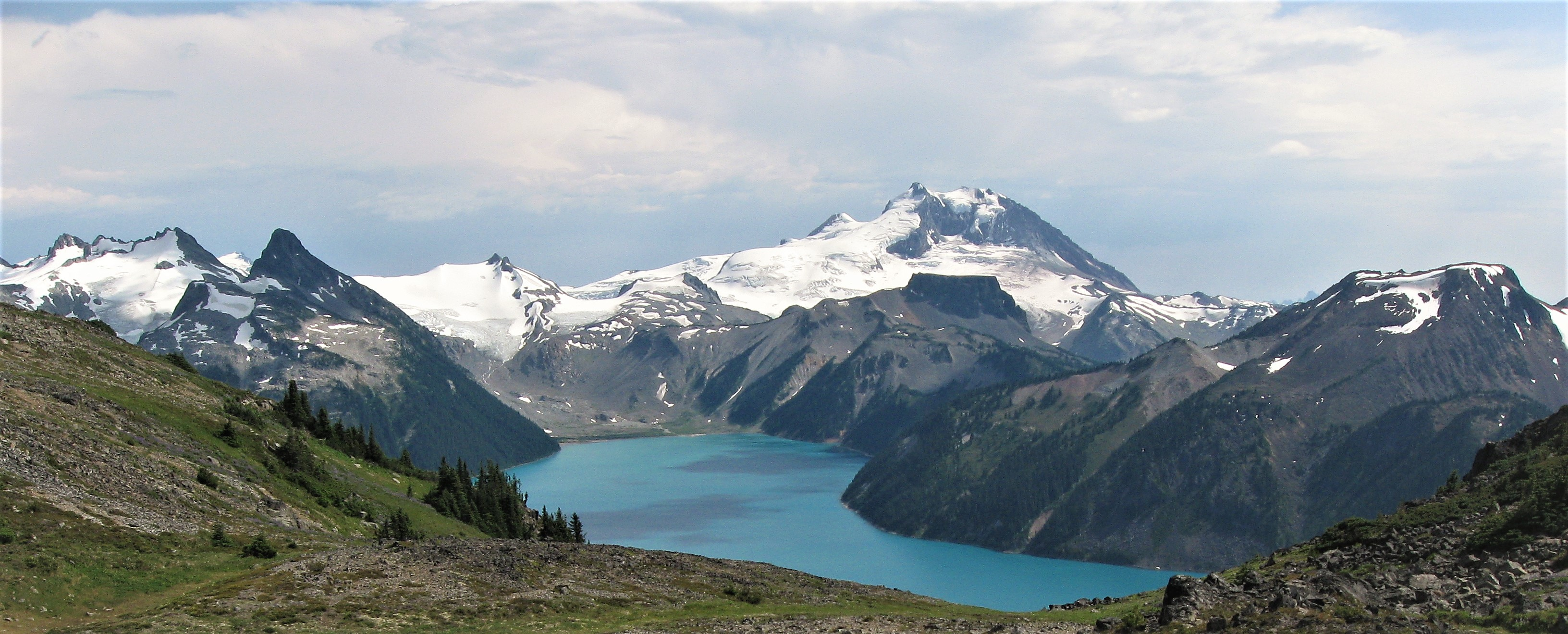
Blick von der Panorama Ridge mit Guard Mountain (links), Glacier Pikes, Garibaldi Lake, The Table, Mt. Garibaldi und Mount Price (rechts)
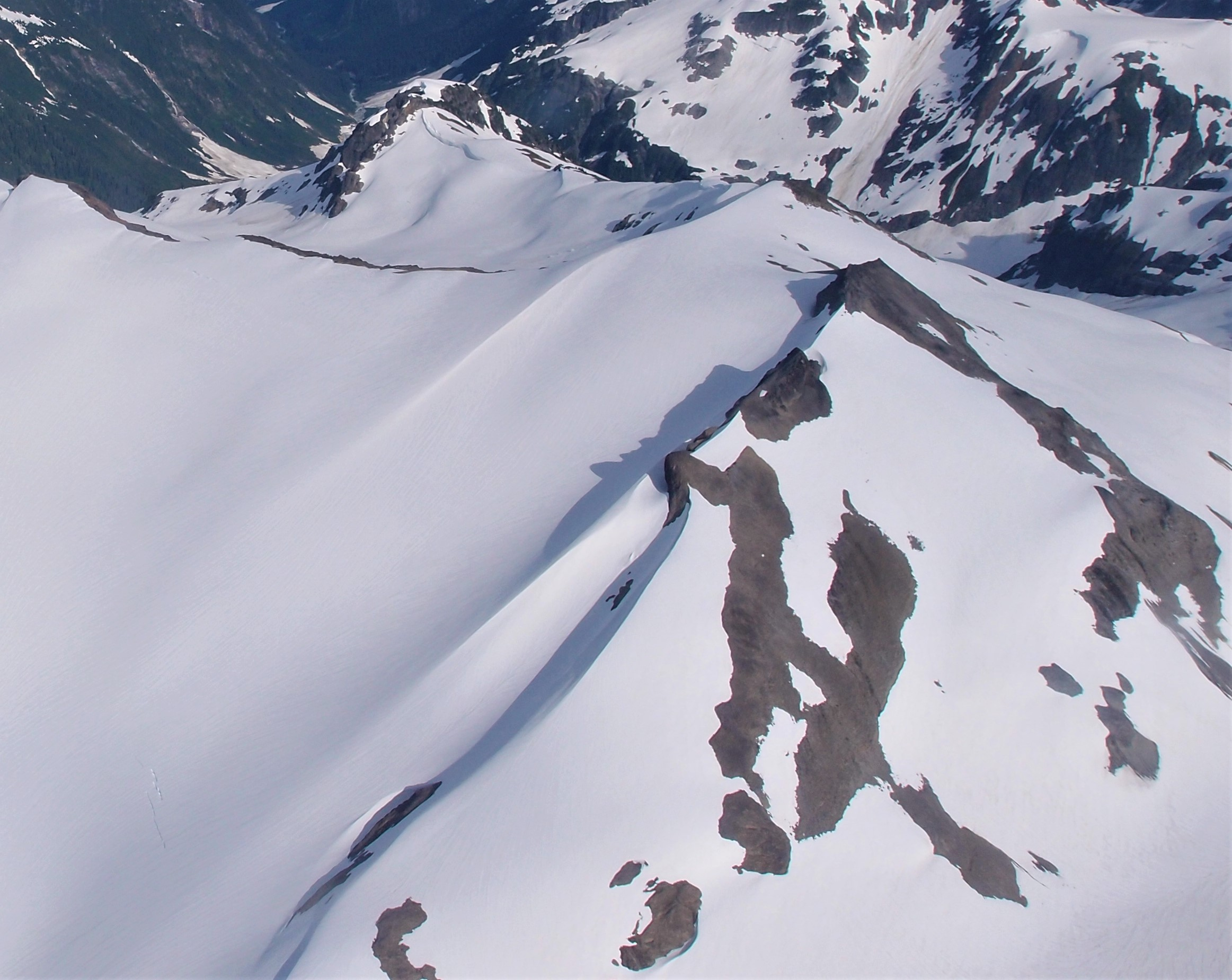
Luftbild von Südosten auf den Gipfel der Glacier Pikes